# Peter Gilmore
För satanisten, se Peter H. Gilmore.
John Peter Gilmore, född 25 augusti 1931 i Leipzig, död 3 februari 2013 i London, var en brittisk skådespelare och sångare, sannolikt mest känd för rollen som James Onedin i TV-serien Onedinlinjen.

## Biografi
Gilmore flyttade till England från Tyskland när han var sex år. Vid 14 års ålder lämnade han skolan för att bli skådespelare. Efter ha blivit relegerad från Royal Academy of Dramatic Art var han bland annat sångare i musikgruppen The George Mitchell Singers. Till slut fick han en viss framgång i olika reklamfilmer, vilket ledde till små biroller i de populära engelska Carry On-filmerna. 
År 1987 gifte han sig för tredje gången, denna gång med Anne Stallybrass som spelade hans första hustru i Onedinlinjen och som han då levt tillsammans med i tio år.
Förutom nedanstående filmografi har Gilmore medverkat som gästskådespelare i många engelska TV-serier som exempelvis Snobbar som jobbar, samt spelat mycket teater, både på scen och i radio. 1984 medverkade han i pjäsen Sleuth som framfördes i Sverige av engelska skådespelare.

## Filmografi
- Ivanhoe (TV-serie) (1958)
- Nu tar vi taxin (1963)
- Master Spy (1964)
- Carry On Jack (1964)
- Nu tar vi Cleopatra (1964)
- Rena rama snurren! (1965; You Must Be Joking!)
- I've Gotta Horse (1965)
- Every Day's a Holiday (1965)
- Carry On Cowboy (1965)
- Make Me an Offer (TV) (1966)
- Doctor in Clover (1966)
- The Great St Trinian's Train Robbery (1966)
- Den stora stöten (1967; The Jokers)
- Follow That Camel (1967)
- Don't Lose Your Head (1967)
- Ta mej på sängen, doktorn (1967; Carry On Doctor)
- Nu tar vi vicekungen i Khyberdalen (1968; Carry On... Up the Khyber)
- Oh, vilket makalöst krig (1969; Oh! What a Lovely War)
- Carry On Again Doctor (1969)
- Min älskare min son (1970; My Lover My Son)
- Dr Phibes – den fasansfulle (1971; The Abominable Dr. Phibes)
- The Onedin Line (TV-serie) (1971–1980; Onedinlinjen)
- Freelance (1971)
- Kom igen Henry (1971)
- Atlantis (1978; Warlords of Atlantis)
- Krigsmaskinen (TV-serie) (1979; A Man Called Intrepid)
- Manions of America (TV-serie) (1981)
- One by One (TV-serie) (1985–1987))
- The Lonely Passion of Judith Hearne (1987)
- Carry On Columbus (1992)
- Master of the Moor (TV-film) (1994)
- På livsfarlig mark (TV-film) (1996; On Dangerous Ground)

## Diskografi
- Follow That Girl (singel) (1960)
- Songs Of The Sea (1974)
- Peter Gilmore Sings Gently (1977)

### Fotnoter
1. ↑  The Guardian 6 februari 2013: Peter Gilmore obituary, läst 7 februari 2013